# Scarpa (cognome)
Scarpa è un cognome di lingua italiana.

## Varianti
Scarpi, Scarpis, Scarpat, Scarpello, Scarpulla, Scarpelli, Scarpellini, Scarpetta, Scarpetti, Scarpitta, Scarpitti, Scarpino, Scarpinato, Scarpuzzi, Scarpone, Scarponi, Scarpace, Scarpanti, Scarparo, Scarpato, Scarpati, scarpata, scarparino.

## Origine e diffusione
Il cognome Scarpa, così come le sue varianti, si forma a partire da soprannomi derivati da "scarpa" formatisi in epoca medievale.
Per i ceppi veneziani, esiste anche un'altra ipotesi, per i quali il cognome era riferito alle persone immigrate a Venezia da Scarpanto (in greco Κάρπαθος Kárpathos), l'isola greca del Dodecanneso (Grecia) che dal XIV secolo al 1538 fece parte dello Stato da Mar veneziano.
Scarpa è un cognome diffuso in maniera disomogenea su tutto il territorio nazionale; in Italia ci sono 3267 Scarpa, sparsi in 786 comuni con una particolare concentrazione in Veneto (1564), Campania (403), Lombardia (278), e Puglia (221).
Fu citato nel 1380 dal doge Andrea Contarini che inviò a Pellestrina quattro famiglie chioggiotte (i Vianello, i Busetto, gli Scarpa e gli Zennaro) per la ricostruzione dell'abitato a seguito della distruzione avvenuta da parte dei genovesi.

## Persone
- Antonio Scarpa, anatomista e chirurgo vissuto a cavallo tra il XVIII e il XIX secolo
- Antonio Scarpa (etnologo), etnologo nato in provincia di Rovigo nel 1927
- Antonio Libero Scarpa, professore di educazione fisica fra i fondatori del L.R. Vicenza
- Carlo Scarpa, architetto e designer italiano
- Daniele Scarpa, canoista e campione olimpico
- Gino Scarpa, uno degli 11 ideatori del Premio Bagutta
- Natale Bentivoglio Scarpa (1897-1946), pittore italiano
- Oscar Scarpa, fisico e chimico dell'inizio del Novecento
- Paolo Scarpa Bonazza Buora, uomo politico italiano
- Renato Scarpa, attore italiano
- Romano Scarpa, autore di fumetti e cartoni animati, padre di Filo Sganga, Trudy, Brigitta, Paperetta Yè Yè, Atomino Bip Bip, Codino cavallo marino
- Tiziano Scarpa, scrittore
- Tobia Scarpa, architetto e designer italiano, figlio di Carlo Scarpa
- Laura Scarpa, fumettista, creatrice della rivista Scuola di fumetto
- Jolando Scarpa, organista, musicologo
- Francesco Scarpa, calciatore italiano
- Abbondi Antonio dit Lo Scarpagnino (? - 1588) architetto